# Juntas Generales de Vizcaya

Las Juntas Generales de Vizcaya (oficialmente: Juntas Generales de Bizkaia, en castellano, y 'Bizkaiko Batzar Nagusiak', en euskera) son el máximo órgano legislativo de la provincia y territorio histórico de Vizcaya, en el País Vasco (España).
Su sede es la Casa de Juntas de Guernica, donde se halla el símbolo de la antigua soberanía foral de los territorios vizcaínos, el árbol de Guernica. Bajo él, los señores de Vizcaya debían jurar lealtad a las leyes forales de este territorio, siendo utilizado también como sitio de reunión de las antiguas Juntas. No obstante, cuenta con otra sede, la administrativa,  en Bilbao y mantienen también como sedes las históricas de Guerediaga, en Abadiano, sede histórica de las Juntas Generales de la Merindad de Durango y la de Avellaneda, donde se reunirán los  concejos y valles de Las Encartaciones.
La institución hunde sus raíces en la Edad Media, cuando representaba a la Tierra Llana, las villas —incluyendo Orduña—, las Encartaciones y el Duranguesado. Fue abolida, junto al resto del régimen foral, en 1876, para luego ser recuperada en 1979.

## Funciones y competencias
Las Juntas Generales de Vizcaya ejercen la potestad legislativa del territorio histórico, dictan disposiciones referentes a impuestos como el IRPF (impuesto sobre la renta de las personas físicas), eligen al diputado general, aprueban los presupuestos forales a propuesta de la Diputación Foral y controlan la acción de esta última.

## Origen e historia

Escudo histórico del Señorío de Vizcaya.

### Aspectos básicos
Si bien no se conoce con exactitud el origen de las Juntas Generales de Vizcaya, en el siglo XIV ya aparecen perfectamente conformadas y establecidas, lo cual permitiría remontar su pasado al siglo XIII o XII. Asimismo, la crónica de Fernando IV informa de unas juntas celebradas en Arechabalgana en el año 1308.
En las Juntas celebradas en el siglo XIV asistían tanto los representantes de las villas como 
un conjunto amplio de hombres buenos, hidalgos, caballeros y escuderos etc. La convocatoria, en principio, la realizaba el mismo Señor, pero luego pasó a ser una facultad ejercida por el corregidor del señorío a instancia de los síndicos, tras haberlo tratado con los diputados. En cuanto a la modalidad seguida, desde la Edad Media se hacía tañendo bocinas y haciendo hogueras en los denominados montes bocineros —Deiadar-mendiak, en euskera—: Gorbea, Oiz, Sollube, Ganekogorta y Kolitza, que podían ser vistos desde cualquier parte de la región. Este procedimiento cambió en el siglo XVII, cuando se pasó a utilizar el correo. 
La periodicidad con que se reunía esta institución tampoco era fija, pues si bien en la Edad Media podía reunirse hasta cuatro veces al año, este número pronto disminuyó a una o dos asambleas anuales, que duraban entre uno y tres días. Incluso hubo años en los que siquiera se reunió, aunque hay que aclarar que lo mínimo era cada dos, frecuencia en que había que renovar los cargos de gobierno.
En cuanto al lugar de reunión, si bien a veces algunas asambleas tuvieron lugar en Arechabalgana y en Idoibalzaga, ya desde el siglo XV las Juntas se celebraron definitivamente en Guernica, bajo el roble próximo a la ermita juradera de Santa María la Antigua. En el siglo XVII, las Juntas se trasladaron a dicha ermita.

### Representación institucional
Hasta comienzos de la Edad Moderna, a las Juntas Generales de Vizcaya asistían representantes de cuatro entidades territoriales bien diferenciadas —la Tierra Llana, las villas y Orduña, las Encartaciones y el Duranguesado— en el siguiente orden de convocatoria:
- La Tierra Llana, que, como el mayor bloque territorial del Señorío, estaba representada por las 72 anteiglesias con voto individual.
- Las villas, representadas individualmente, y la ciudad de Orduña.
- Las Encartaciones, representadas por un síndico elegido en su propia asamblea foral, la Junta de Avellaneda.
- El Duranguesado, representado por un procurador designado en el seno de sus Juntas, las cuales se reunían en Abadiano.

Los procuradores debían cumplir ciertos requisitos, como ser hidalgos o vizcaínos originarios, estar avencidados en el lugar al que representaban y no tener deudas con el Señorío. A comienzos del siglo XVII también se empezó a exigir que supiesen leer y escribir en castellano.
Sin embargo, hay que señalar que Las Encartaciones y el Duranguesado solo debían acudir a aquellas Juntas en las cuales se debatiesen temas comunes a ambas, y que tanto estos dos territorios como las villas y la ciudad de Orduña no podían participar en la elección de los cargos de gobierno.
La composición de las Juntas dio un giro radical cuando el Ordenamiento de Chinchilla, promulgado en 1487, prohibió la asistencia de las villas. Este punto no fue cumplido rigurosamente, pues desde 1558 hay constancia de que las villas continuaban acudiendo a Guernica. El acuerdo institucional entre ellas y el resto del Señorío llegó, finalmente, el 11 de septiembre de 1630, cuando las Juntas Generales aprobaron la Escritura de unión y concordia entre el M. N. y M. L. Señorío de Vizcaya, sus villas, Encartaciones y Merindad de Durango —confirmada por la monarquía en enero de 1632—. Por él, quedaba superada la anterior dualidad y las villas se reintegraban formalmente en las Juntas, estando capacitadas para participar en la elección activa y pasiva de los cargos de gobierno del Señorío.
Dos años antes, en 1628, el Duranguesado también consiguió intervenir en la elección, activa y pasiva, de los oficiales que conformaban el Gobierno Universal del Señorío. Sin embargo, solo se le concedieron dos votos de los doce que solicitaba. Para el caso de las Encartaciones, en el siglo XVII cinco de sus repúblicas se desgajaron de esta entidad comarcal y cada una pasó a disfrutar de su propio voto, tal como lo venían haciendo las anteiglesias de la Tierra Llana. La otra mitad continuó representada por un síndico.

### Competencias de las Juntas
Una de las principales competencias de las Juntas Generales era tomar el juramento al señor de Vizcaya y a su corregidor, que se obligaban así a respetar los fueros. De hecho, se trataba de la primera norma recogida en el Fuero Nuevo de 1526, compendio que dejaba sentado que toda orden contraria a dichos fueros debía ser obedecida pero no cumplida. Esta facultad se denominaba pase foral.
Además, las Juntas debían dar su consentimiento a la fundación de nuevas villas en el territorio, según se desprende de las distintas cartas pueblas y el Fuero Viejo de 1452. Tenían facultades para elaborar ordenanzas, tal como redactaron el Cuaderno Penal de Don Juan Núñez de Lara de 1432, el Capitulado de la Hermandad de 1394, el Fuero Viejo de 1452 y el Fuero Nuevo de 1526, aunque las mismas siempre debían ser confirmadas por el Señor.
Era su responsabilidad elegir los cargos de gobierno del Señorío y ejercer el juicio de residencia sobre ellos y las demás autoridades. Debían aprobar las cuentas del gobierno saliente y los pedidos de dinero o soldados por parte de la monarquía. Organizaban la defensa militar del Señorío y tenían a su cargo la vigilancia de los pesos y medidas, el cuidado de los montes, entre otros recursos económicos, y la construcción y mantenimiento de los caminos de Vizcaya, en colaboración con las anteiglesias y las villas.

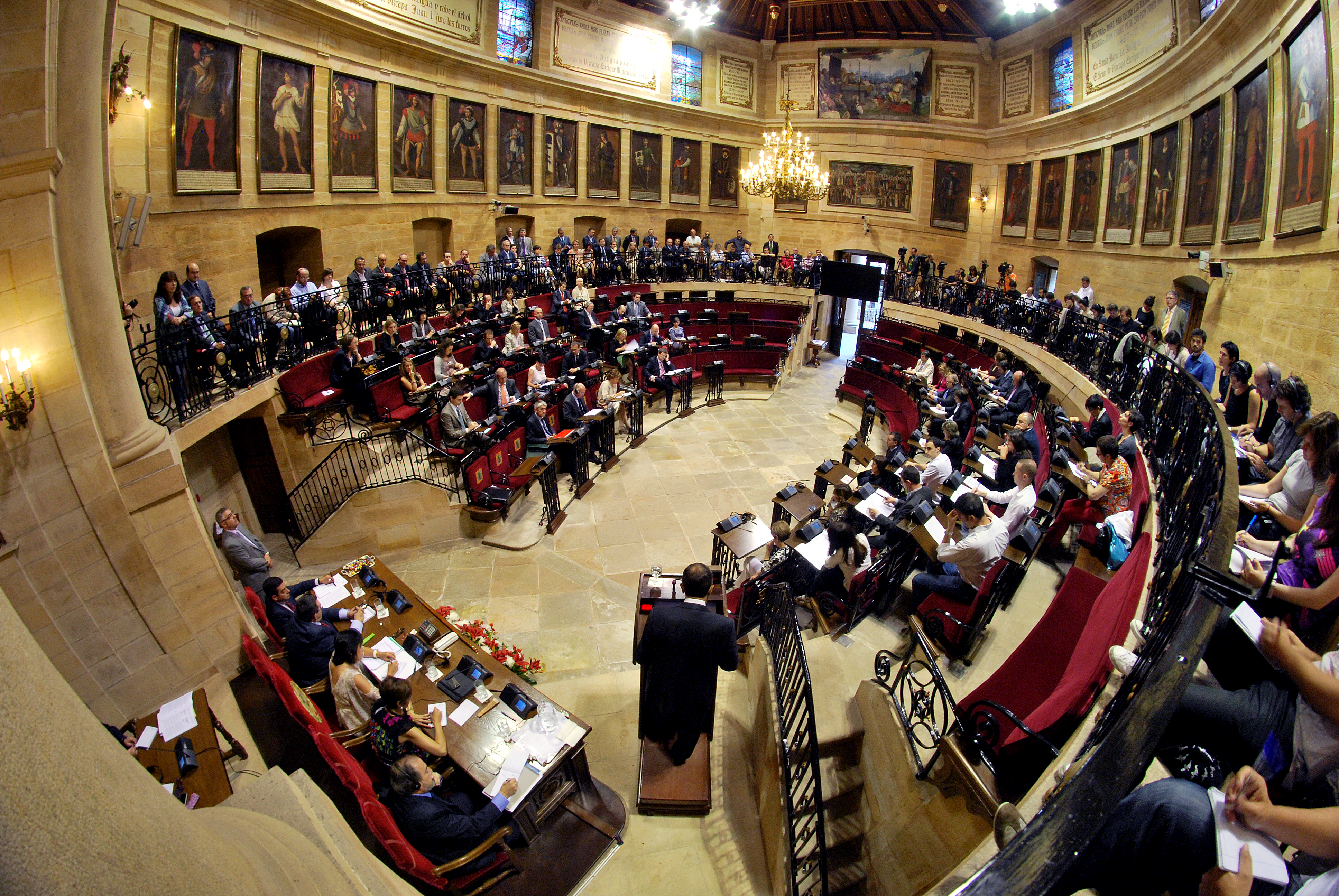
Sesión de apertura tras las elecciones en el Salón de plenos, junio de 2011.

## Composición
Las Juntas Generales de Vizcaya son una asamblea unicameral cuyos miembros, denominados «apoderados», son elegidos mediante sufragio universal y directo entre el pueblo de Vizcaya. Las elecciones se celebran cada cuatro años, coincidiendo con las elecciones municipales.
Circunscripciones
La elección de los apoderados se realiza sobre la base de cuatro circunscripciones electorales:
- Bilbao (15 apoderados): integrada por el municipio de Bilbao.

- Encartaciones (13 apoderados): integrada por los municipios de Abanto y Ciérvana, Alonsótegui, Arcentales, Baracaldo, Carranza, Ciérvana, Galdames, Gordejuela, Güeñes, Lanestosa, Musques, Ortuella, Portugalete, Santurce, Sestao, Sopuerta, Trucios, Valle de Trápaga, Valmaseda y Zalla.

- Durango-Arratia (10 apoderados): integrada por los municipios de Abadiano, Amorebieta-Echano, Aracaldo, Aránzazu, Arrancudiaga, Arrigorriaga, Axpe Achondo, Basauri, Bérriz, Castillo-Elejabeitia, Ceberio, Ceánuri, Dima, Durango, Echévarri, Elorrio, Ermua, Galdácano, Garay, Izurza, Lemona, Mallavia, Mañaria, Orduña, Orozco, Ochandiano, Ubidea, Miravalles, Vedia, Villaro, Yurre, Yurreta, Zaldívar y Zarátamo.

- Busturia-Uribe (13 apoderados): integrada por los municipios de Amoroto, Arbácegui y Guerricaiz, Arrieta, Aulestia, Baquio, Barrica, Berango, Bermeo, Berriatúa, Busturia, Cenarruza-Puebla de Bolívar, Derio, Ea, Echevarría, Elanchove, Erandio, Ereño, Rigoitia, Frúniz, Gámiz-Fica, Gatica, Gautéguiz de Arteaga, Guecho, Guernica y Luno, Górliz, Guizaburuaga, Ibarranguelua, Ispáster, Larrabezúa, Lauquíniz, Lejona, Lequeitio, Lemóniz, Lezama, Lujua, Marquina-Jeméin, Maruri, Mendata, Mendeja, Meñaca, Morga, Mundaca, Munguía, Múgica, Ondárroa, Pedernales, Plencia, Sondica, Sopelana, Urdúliz y Zamudio.

Para optar al reparto de escaños en una circunscripción, cada candidatura debe obtener al menos el 3 % de los votos válidos emitidos en dicha circunscripción. Las circunscripciones no se ajustan del todo a las tradicionales demarcaciones comarcales; la de Bilbao comprende únicamente el municipio de Bilbao y no la comarca del Gran Bilbao; Encartaciones comprende la comarca de Las Encartaciones y las subcomarcas de la Zona Minera y la Margen Izquierda; Busturia-Uribe comprende las subcomarcas de la Margen Derecha y del Valle de Asúa y las comarcas de Uribe, Busturialdea y Lea-Artibai; Durango-Arratia comprende la subcomarca del Alto Nervión y las comarcas de Duranguesado y Arratia-Nervión.

### Composición actual
Las Juntas Generales de Vizcaya están formadas por 51 apoderados, distribuidos de la siguiente forma, a partir de las elecciones forales de 2023:
| Resultados         |            |                |               |                 |            |             |
| Candidatura        | Bilbao     | Busturia-Uribe | Encartaciones | Durango-Arratia | Total      | Total       |
| Candidatura        | Apoderados | Apoderados     | Apoderados    | Apoderados      | Apoderados | +/–         |
| EAJ-PNV            | 6          | 6              | 6             | 5               | 23         | 2           |
| EH Bildu           | 3          | 5              | 3             | 4               | 15         | 5           |
| PSE-EE             | 3          | 1              | 3             | 1               | 8          | Sin cambios |
| PP                 | 2          | 1              |               |                 | 3          | 1           |
| Elkarrekin Bizkaia | 1          |                | 1             |                 | 2          | 4           |

### Composición histórica
El reparto de los apoderados desde las elecciones de 1979 (primeras desde la restauración de la democracia) es el siguiente:
|                              | 1979 | 1983 | 1987 | 1991 | 1995 | 1999 | 2003 | 2007 | 2011 | 2015 | 2019 | 2023 |
| EAJ-PNV                      | 40   | 26   | 16   | 21   | 20   | 17   | 22   | 23   | 22   | 23   | 25   | 23   |
| EH Bildu / Bildu             |      |      |      |      |      |      |      |      | 12   | 11   | 10   | 15   |
| PSE-EE                       | 13   | 13   | 12   | 12   | 10   | 10   | 11   | 14   | 9    | 7    | 8    | 8    |
| PP / AP                      | —    | 4    | 1    | 4    | 9    | 10   | 10   | 8    | 8    | 4    | 2    | 3    |
| Elkarrekin Bizkaia / Podemos |      |      |      |      |      |      |      |      |      | 6    | 6    | 2    |
| EB-B / EPK                   | 3    | —    | —    | —    | 4    | 1    | 3    | 3    | —    |      |      |      |
| Aralar                       |      |      |      |      |      |      | —    | 1    | —    |      |      |      |
| EA                           |      |      | 7    | 4    | 1    | 4    | 5    | 1    |      |      |      |      |
| ANV / EH / HB                | 19   | 6    | 10   | 8    | 5    | 9    | —    | 1    |      |      |      |      |
| ICV-EHE                      |      |      |      |      | 2    | —    |      |      |      |      |      |      |
| EE                           | 4    | 2    | 4    | 2    |      |      |      |      |      |      |      |      |
| CDS / UCD                    | 11   | —    | 1    |      |      |      |      |      |      |      |      |      |
| Total                        | 90   | 51   | 51   | 51   | 51   | 51   | 51   | 51   | 51   | 51   | 51   | 51   |